# Abłanica (obwód Błagojewgrad)
Abłanica (bułg. Абланица) – wieś w Bułgarii, w obwodzie Błagojewgrad, w gminie Chadżidimowo. Według danych szacunkowych Ujednoliconego Systemu Ewidencji Ludności oraz Usług Administracyjnych dla Ludności, 15 czerwca 2020 roku miejscowość liczyła 2578 mieszkańców. We wsi Abłanica zachowały się zabytkowe domy odrodzeniowe.

## Archeologia
Około 4 km na północ od wsi, w miejscu o nazwie Szaprana, znaleziono ślady antycznej osady (V–I w. p.n.e.), gdzie odkryto grobowce. Na obszarze miejsca Milenowo (około 4 km na zachód od Abłanicy) również znaleziono pozostałości starożytnej osady, gdzie zachowała się część muru twierdzy.

## Osoby związane z miejscowością

### Urodzeni
- Aliosman Imamow (1953) – bułgarski polityk, przedstawiciel Zgromadzenia Narodowego, członek partii DPS.
- Arben Chawaliow (1971) – bułgarski biznesmen i polityk, członek partii Brigada.

### Inni
- Sotir Iliew Soradżiew (1921–?) – bułgarski uczestnik wojny z nazistowskimi Niemcami, od 1945 r. członek Bułgarskiej Partii Komunistycznej, sekretarz organizacji partyjnej we wsi, współpracownik operacyjny Ministerstwa Spraw Wewnętrznych w rejonie Słaszten w powiecie Newrokop (1945–1954)[3].